# Place des femmes dans la Rome antique
 (avril 2022).
Motif : Le sujet n'est pas traité - ni circonscrit - dans un article qui ne reflète rien de l'état de la recherche du XXIe siècle ; sources absentes, primaires, non historiennes ou largement surannées

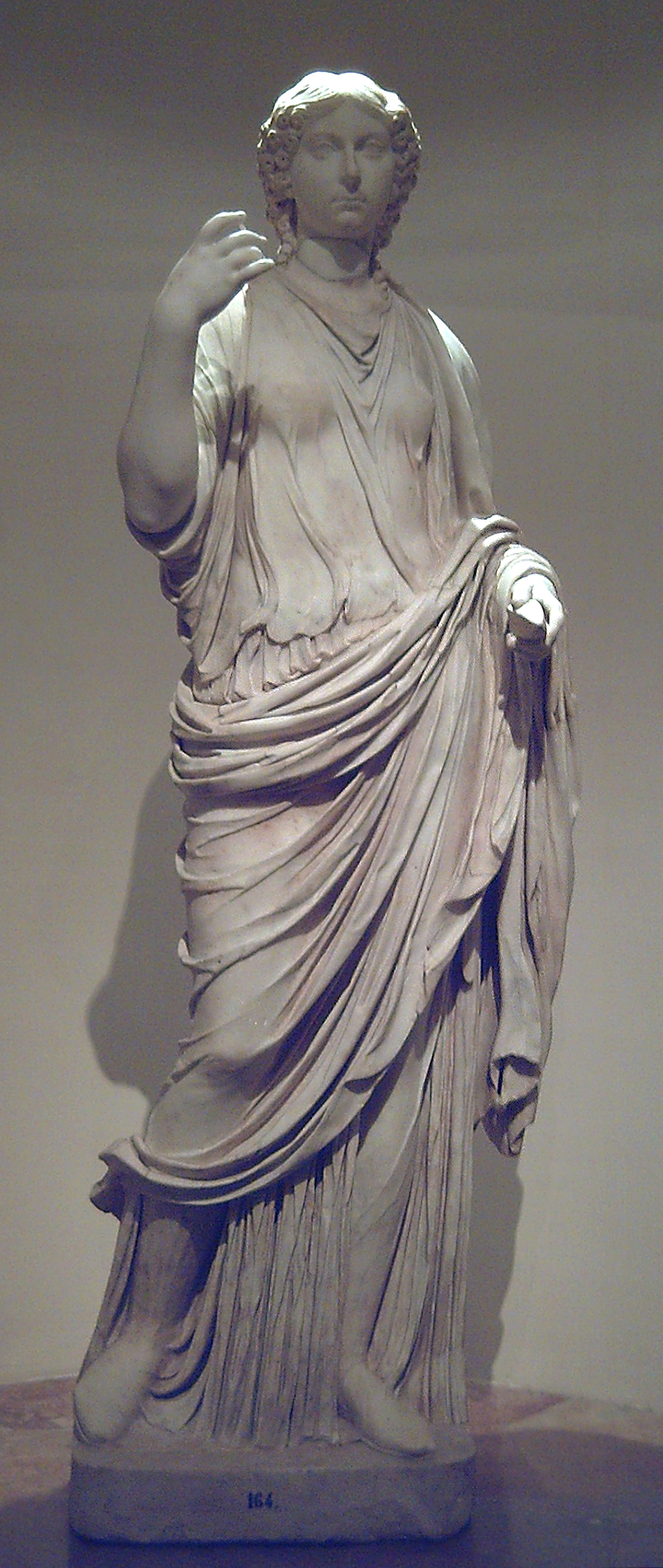
Femme romaine de la période julio-claudienne (statue conservée au musée du Prado, à Madrid, en Espagne).

La société romaine était une société patriarcale et patrilinéaire stricte. À l’origine clanique (gentilice), l’organisation sociale donnait tout pouvoir (potestas) au père vivant (pater familias) sur l’ensemble de sa descendance, patrimoine compris.
Les filles pouvaient quitter cette autorité par le mariage, mais pour passer aussitôt sous une autre autorité masculine. Juridiquement, une Romaine n’était donc jamais pleinement autonome. L’histoire romaine s’étale toutefois sur plus d’un millénaire et la situation effective des femmes évolue au fil du temps, ce qui rend une synthèse difficile.

## Terminologie
Plus précis que les termes génériques femina ou mulier pour « femme », le Romain dispose d'un vocabulaire du quotidien permettant de distinguer selon la classe d'âge et le statut social : puella ou virgo pour une jeune fille, uxor ou matrona pour une femme mariée, mater mère mariée, vidua, veuve et vidula vieille femme. À l'époque archaïque, puella est la fillette impubère et virgo la fille pubère, capable d'enfanter, qu'elle ait eu ou non des rapports. 
Jean Gagé a supposé que cette terminologie reflétait un système de classes d'âge féminines, avec des rites de passage de l'une à l'autre, analogues à la coupe de la première barbe et la prise de toge virile des jeunes hommes romains,.
Durant la période historique, l'évolution du latin donne des arguments à la critique de la thèse de Jean Gagé : puella se généralise pour désigner n'importe quelle femme jeune, tandis que virgo se restreint à la virginité. Plus encore, les mots puella et virgo semblent équivalents dans la langue juridique et ne renvoient pas à des classes d'âge différenciées. Si uxor désigne toute femme mariée sans connotation particulière, matrona est la matrone, l'épouse respectable d'un rang social élevé, qu'elle ait ou non des enfants.

## Statut juridique des femmes
Particularité fondamentale de la civilisation romaine, le droit (ius), droit civil en particulier (ius civile) définissait le statut des individus, leurs droits et devoirs. Religieux au départ, le droit s’affranchit progressivement de cette influence pour se laïciser. Néanmoins, il demeura toujours affaire de spécialistes peu nombreux et masculins (pontifes, préteurs, consuls, empereurs, jurisconsultes).
La notion de dépendance est essentielle : à l’origine, seul le pater familias n’est sous la dépendance de personne. Il est dit « sui iuris » (autonome en droit). Ses enfants, fils et filles, sont placés sous son autorité totale (potestas). Ils n’ont aucune autonomie, pas même patrimoniale. Ils sont dits « alieni iuris » (sous le droit d’autrui). Ses petits-enfants partagent le même statut, s’ils sont fils ou filles de ses fils ; les enfants de ses filles, par contre, lui échappent totalement : ils sont sous la potestas des maris de celles-ci. Nous sommes bien en système patrilinéaire strict.
Quand une fille se marie, elle quitte la potestas de son père, mais pour passer sous l’autorité (manus, la main) de son mari. D’une certaine façon, elle demeure fille, mais de son mari (loci filiae). Quand meurt le paterfamilias et à ce moment seulement, ses fils deviennent à leur tour paterfamilias, indépendants (sui iuris). Une fille non encore mariée est par contre placée sous une tutelle masculine, dans la famille paternelle le plus souvent.
Juridiquement, donc, une femme romaine ne devient jamais totalement indépendante, sui iuris. Il n’y a pas de statut de mater familias, parallèle au statut de pater familias. La famille que fonde une Romaine commence et finit avec elle. La transmission est affaire d’hommes. Avec le temps de nouvelles pratiques juridiques et sociales apparaîtront, permettant à la femme de s’autonomiser, de gérer son patrimoine, etc. La désignation d’un tuteur restera néanmoins formellement nécessaire, quand bien même son rôle pourra être faible.
En ce qui concerne l’héritage, la fille hérite, au même titre que le fils, de son père. Par contre, les enfants n’héritent pas de leur mère : le patrimoine maternel (dot non consommée) retourne dans sa famille paternelle (système agnatique).

## Place dans la société

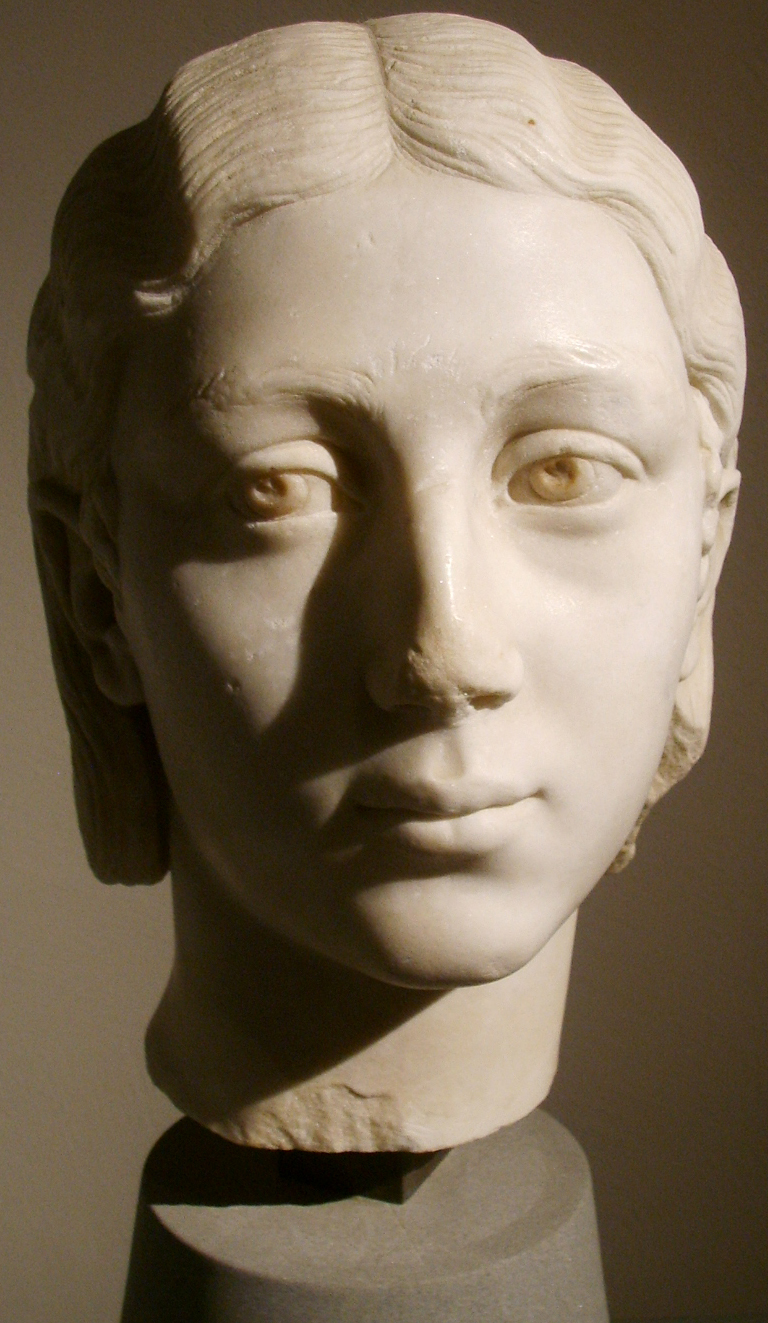
Buste d'une jeune fille romaine IIIe siècle.

Les mots d'Auguste, citant Metellus Numidicus, résument la vision romaine de la place de la femme dans la société, à l'ouverture de notre ère : « La nature a fait en sorte que nous ne puissions pas vivre avec elles de manière particulièrement confortable, mais nous ne pouvons pas du tout vivre sans elles ». À la fois incapables et indispensables, subalternes mais intégrées dans la société, les femmes romaines remplissent des fonctions essentielles à la survie de la cité.
Cependant, les femmes, comme dans de nombreuses civilisations, sont politiquement mineures et exclues de la plupart des droits civiques ou de tout rôle au sein de la vie publique. Elles n'en étaient pas moins aussi estimées dans la famille que les fils.
De plus, une loi votée sous l'empereur Vespasien (r. 69-79 apr. J.-C.) dispose qu'une femme se compromettant avec un esclave doit être considérée comme telle. Quant aux esclaves féminines, elles sont considérées encore plus inférieures si cela est possible. Être romaine permet néanmoins d’être choisie comme vestale, de participer à certains cultes traditionnels et de contracter le mariage légal. Certains aspects de la tradition romaine leur accordent des droits dont les femmes ne disposent pas dans d'autres cultures : 
- leur témoignage est recevable devant un tribunal (sauf de la part des courtisanes, vénales par définition) ;
- elles peuvent hériter à part entière ;
- elles ont droit comme les hommes à l’éloge funèbre lors de leurs funérailles, tradition que Tite-Live fait remonter à l’époque du sac de Rome par les Gaulois (390 av. J.-C.), lorsque les dames romaines avaient offert leurs bijoux pour financer la rançon exigée par les Gaulois[14].

Enfin, selon une tradition que les Romains faisaient remonter à l'enlèvement des Sabines, les Romaines aisées sont dispensées de tout travail domestique ou agricole, excepté filer la laine et élever les enfants.

## Mariage et divorce
Il existait deux formes de mariage : un mariage rituel, officiel, car sacré et un autre plus populaire, qui permettait le divorce.
Chez les plus riches, le mariage était en général arrangé pour des raisons sociales et économiques. Les filles étaient mariées très jeunes, les textes de loi autorisaient leur mariage à partir de 12 ans, et de 14 ans pour les garçons. Le mari, supposé prendre soin de sa femme, se mariait en général vers vingt ans à l'époque classique et était d'une condition sociale égale ou supérieure à celle de l'épouse. À leur mariage, elles ne changeaient pas de gens. En public, les Romaines tentaient d'incarner beauté et dignité. La monogamie était de règle.
Le divorce est d'abord l'apanage des hommes, mais reste rare au début de la République. Le premier divorce connu de l'histoire romaine date du IIIe siècle av. J.-C., obtenu par Spurius Carvilius Ruga, en raison de l'impossibilité physique de procréer de son épouse, qu'il aimait pourtant. À la fin de la République, les femmes mariées sine manu peuvent répudier leurs maris. Le divorce devient alors plus simple et se banalise. Auguste et Domitien imposèrent des lois plus restrictives sur le divorce avec le consentement mutuel et le divorce pour faute grave (adultère, proxénétisme, etc.).

## Vie quotidienne

### Les aristocrates
Les femmes aristocrates devaient s’occuper d’une maison grande et complexe. Comme les couples les plus riches possédaient souvent plusieurs maisons et domaines à la campagne avec des dizaines ou même des centaines d’esclaves, dont certains étaient éduqués et possédaient de nombreuses compétences, cette responsabilité revenait à gérer une petite, moyenne, voire grande entreprise. Comme les hommes aristocrates les plus ambitieux étaient souvent absents, parfois durant plusieurs années (en campagne militaire ou par leurs tâches administratives), la maintenance de la propriété familiale et les décisions importantes étaient laissées à la maîtresse de maison, la matrone ; par exemple, durant les campagnes militaires de Jules César, sa femme Calpurnia Pisonis était responsable de ses biens. Quand Ovide, l'un des plus grands poètes de Rome, fut exilé par Auguste en 8 ap. J.-C., sa femme profita de ses relations sociales et politiques pour conserver la propriété familiale, de laquelle dépendait leur existence. Ovide exprime souvent son amour et son admiration pour elle dans la poésie qu’il écrira durant son exil.
L’une des tâches les plus importantes pour une femme dans une grande maison était la fabrication de vêtements. Dans les premières périodes romaines, le filage de laine était une occupation domestique centrale, et indiquait l’autosuffisance d’une famille, la laine étant produite sur leur propriété. Même dans un environnement urbain, la laine était souvent le symbole des devoirs d’une femme, et l’équipement pour filer pouvait apparaître sur le monument funéraire d’une femme, pour montrer la bonne et honorable matrone qu’elle avait été. On attendait même des femmes des classes supérieures qu'elles filent comme l'avaient fait leurs ancêtres – une pratique imposée dans la maisonnée d'Auguste à la fin de la période républicaine et citée comme une sorte d'affectation sans pareille.

### Les femmes et l'armée romaine
Les textes classiques n’en disent pas beaucoup sur les femmes et l’armée romaine. L’empereur Auguste (27 av. J.-C. –14 apr. J.-C.) n’autorisait pas le mariage de soldats ordinaires, interdiction qui dura presque deux siècles. Cependant il a été suggéré depuis les années 1980, que les femmes et les enfants de centurions vivaient avec eux aux frontières et dans les forts provinciaux. Au début des années 1990, on a découvert des chaussures de femmes et d’enfant sur le site de Vindolanda (fort romain situé sur le mur d’Hadrien, dans le nord de l’Angleterre), en plus de plaques de bronze, offertes aux soldats provinciaux dont les 25 ans de service leur valut la citoyenneté romaine, prenant en compte leurs femmes et enfants. De la même manière en Allemagne, d’autres preuves de cette pratique ont été découvertes sous la forme de broches et de chaussures. La colonne de Trajan dépeint six femmes parmi des soldats qui tiennent des offrandes en guise de sacrifices, pendant une cérémonie religieuse.

### Politique
Les femmes ne pouvaient ni occuper des fonctions politiques, ni servir dans l’armée, mais la mythologie de la République reconnaissait le patriotisme, les vertus et l’abnégation des femmes, et condamnait l’égoïsme ou un comportement déloyal.
Pendant les guerres civiles qui mirent fin à la République, Appian témoigne de l’héroïsme des femmes qui sauvèrent leur mari. Une épitaphe connu sous le nom de LaudatioTuriae montre encore l'éloge d’un mari à sa femme, qui, pendant la guerre civile suivant la mort de Jules César, mit en danger sa propre vie et abandonna ses bijoux pour soutenir son mari exilé. Les deux époux survécurent aux aléas du temps et purent profiter d’un long mariage. Porcia, la fille de Caton d’Utique et femme de Brutus l’assassin, eut une fin moins heureuse (pour son époque) mais certes héroïque : elle se tua lors du déclin de la République, comme son père.
Comme femme célèbre, on compte Livia Drusille Augusta (58 av. J.-C. – 29 apr. J.-C.), la femme d’Auguste et la femme la plus puissante au début de l’Empire romain, qui fut plusieurs fois régente, fidèle conseillère d’Auguste. Plusieurs femmes de la famille impériale, comme l’arrière-petite-fille de Livia et la sœur de Caligula, Agrippine la Jeune, eurent une influence politique.
Les femmes contribuaient également aux efforts pour renverser des empereurs qui abusaient de leur pouvoir. Peu après la mort de Drusilla, sœur de Caligula, son mari veuf Marcus Aemilius Lepidus, sa sœur Agrippine La Jeune et Livilla ourdirent une conspiration pour renverser Caligula. Leur plan fut découvert, et Lepidus exécuté. Agrippine et Livilla furent exilées, et ne revinrent de cet exil seulement quand leur oncle paternel Claudius arriva au pouvoir après l’assassinat de Caligula en 41 apr. J.-C.
Les femmes pouvaient aussi être motivées par des causes moins nobles. La troisième femme de Claudius, Valeria Messaline, conspira avec Caius Silius pour renverser son mari dans l’espoir de s’installer au pouvoir avec son amant.
Tacite immortalisa Epicharis pour sa participation à la conjuration de Pison, où elle essaya de gagner le soutien des flottes romaines. Mais au lieu de cela, elle fut arrêtée. Une fois la conspiration découverte, elle ne révéla rien même sous l'emprise de la torture. Cela s'oppose d'ailleurs à certains sénateurs, qui n’étaient pas soumis à la torture mais qui pourtant donnaient de nombreux détails. Tacite loue également Egnatia Maximilia qui sacrifia sa fortune pour soutenir son mari innocent face à Néron.
Mais la femme qui eut la plus grande influence politique de l'histoire de la Rome antique fut Galla Placidia, la régente de l'empereur Valentinien III qui garda une très grande influence politique même après que son fils eut atteint sa majorité.

### Maternité

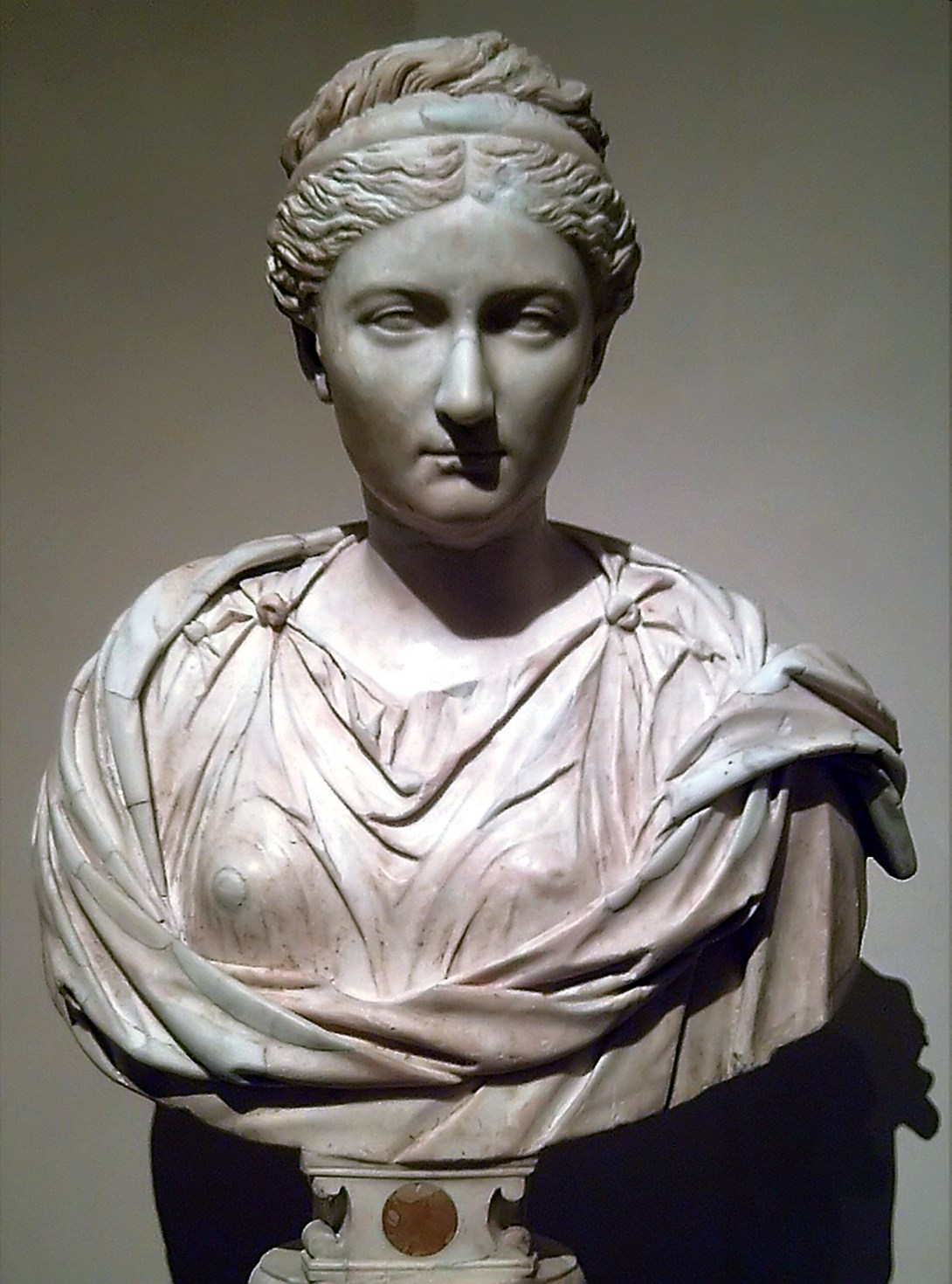
Éduquée et voyageuse, Vibia Sabina, petite-nièce de l'empereur Trajan, devint la femme de son successeur, Hadrien. Elle est une figure emblématique de la femme indépendante.

La bienséance a toujours voulu que les femmes romaines s’occupent de leurs enfants et prennent à cœur leur maternité. Pourtant, les femmes de l’aristocratie, habituées à un certain degré d’indépendance, ont montré un manque de penchant croissant pour cette activité maternelle traditionnelle. En effet, au Ier siècle, les nourrices se substituaient souvent aux mères dans les catégories sociales supérieures. Des sources littéraires, comme le poète comique Plaute, montrent la banalité de cette pratique. Malgré ces nouvelles habitudes, le lait de la mère reste encore et toujours considéré comme le meilleur pour le bébé. Ainsi, les plus grandes patriciennes allaitaient elles-mêmes, à moins que des raisons physiques ne les en empêchent. Si une femme (souvent de pauvre condition) était dans l’incapacité de subvenir aux besoins de son propre enfant, elle avait la possibilité de visiter le Columna Lactaria et d'y obtenir la charité et bienfaisance de nourrices proposant d’offrir leur lait aux plus démunies.
L’investissement des hommes dans les rites infantiles semble variable. Les traditionalistes qui défendent les valeurs familiales comme Caton semblent y avoir pris goût : ce dernier aimait assister au bain et à l’emmaillotage de son enfant.
Les femmes romaines furent non seulement reconnues et valorisées pour le nombre d’enfants qu’elles portaient mais aussi pour leur rôle dans leur éducation, destinée à former de bons citoyens. Pour instruire ses enfants, une mère romaine exemplaire doit elle-même être instruite. Une des femmes romaines les plus célèbres par son influence était Cornelia, la mère des Gracques. Jules César, dont le père est mort quand il était encore jeune adolescent, avait une relation proche avec sa mère, Aurélia, dont l’influence politique n’était pas négligeable.

### La vision biologique de la femme
Malgré l’opinion d’Hippocrate sur le corps des femmes et leur faiblesse physique, les Romaines ont mené des vies bien actives du fait de leur engagement dans la vie sociale et familiale. La physiologie des femmes a peu à peu commencé à être vue d’une façon plus positive et moins étrangère à celle des hommes.
Dans les traditions les plus anciennes, la grossesse et l’accouchement occupaient une place centrale et étaient considérées comme la raison d’être du corps féminin.

## Loisirs

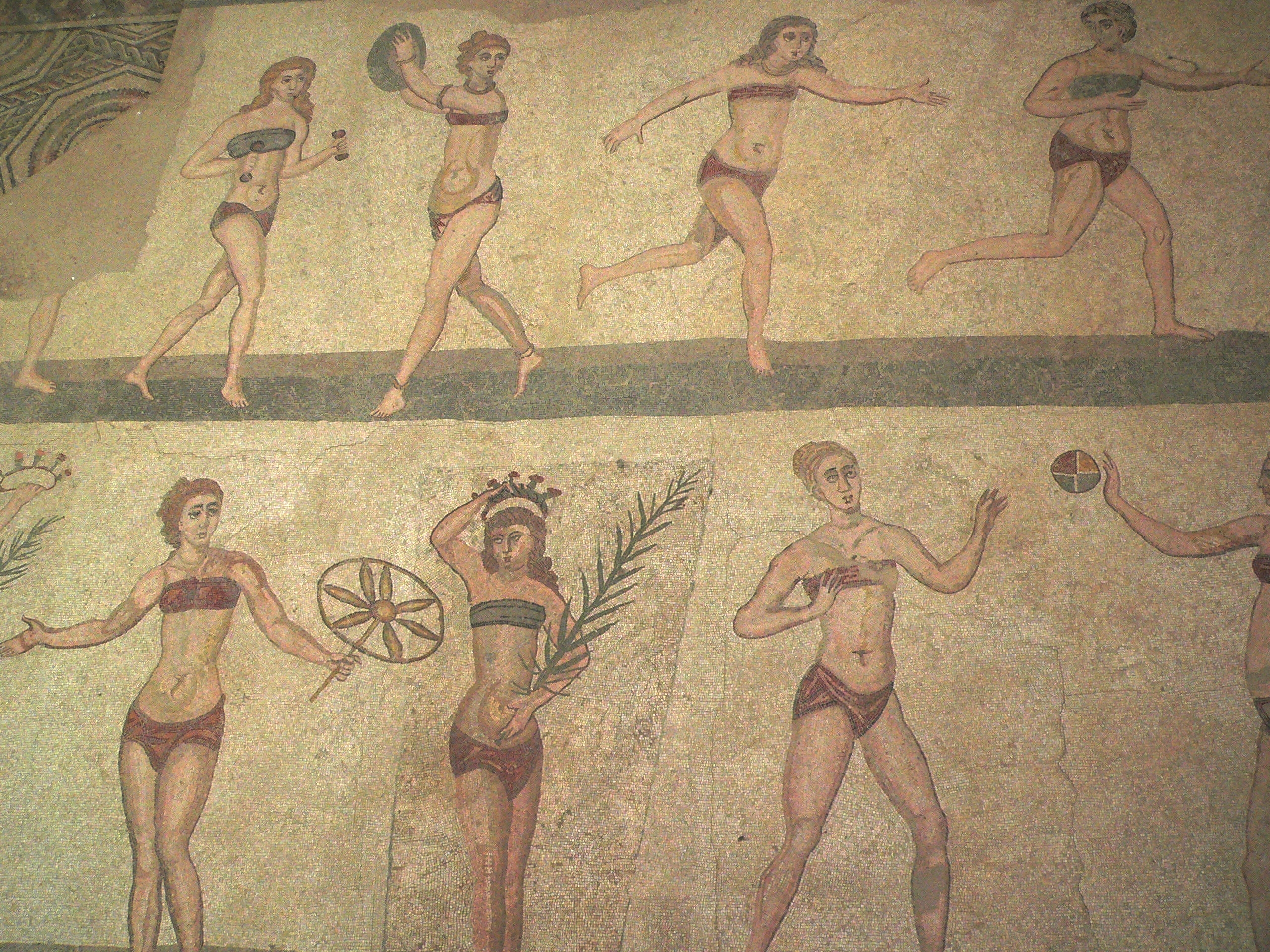
Femmes en bikini, Villa Romana del Casale.

Les femmes de la Rome Antique ne restaient pas cloîtrées dans leur maison comme les Athéniennes. Les femmes riches étaient transportées par des esclaves dans des litières à travers la ville. Il n’était pas inhabituel de voir des femmes se donner rendez-vous entre amies, pour assister à des rites religieux ou se rendre aux bains. Les familles les plus riches possédaient des thermes privés, mais la plupart allaient dans les établissements publics qui offraient un large éventail d’activités comme la gymnastique et éventuellement des services sexuels.
Une des questions les plus débattues sur la vie sociale romaine est celle de la mixité dans les bains. Avant la fin de la République, certains indices laissent à penser que les femmes se baignaient dans des endroits séparés, ou que femmes et hommes avaient des horaires différents. Mais à partir de la fin de la république, on relève certains signes de mixité sociale et ce avant l'essor du christianisme. Certains spécialistes pensaient que seules les femmes des classes inférieures se baignaient avec les hommes mais Clément d’Alexandrie observa que des femmes de plus haut rang social pouvaient être vues nues aux bains. Hadrien interdira la mixité aux bains. Plus généralement, les coutumes variaient non seulement selon le temps et l’espace, mais aussi selon les établissements. De cette façon, les femmes pouvaient choisir d'aller aux bains avec des personnes de même sexe seulement, ou non.
De plus, les femmes pouvaient assister aux débats au Forum, aux jeux (ludi), aux courses de chars, et aux représentations théâtrales. Toutefois elles devaient s'asseoir aux mêmes rangs que les esclaves et les enfants, c’est-à-dire au fond de l’amphithéâtre. À la fin de la République, elles assistaient régulièrement aux dîners, alors qu'auparavant elles dînaient seulement entre elles. Les Romains les plus conservateurs tels que Caton l’Ancien (234-149 av. J.-C.) considéraient comme indécent pour une femme de tenir un rôle actif dans la société ; ses récriminations indiquaient qu’en effet certaines femmes prenaient la parole dans la sphère publique.
En outre, les généraux romains emmenaient quelquefois leur femme avec eux en campagnes militaires même si cette pratique était fortement déconseillée. Ainsi, la mère de Caligula, Agrippine l’Aînée accompagnait souvent son mari Germanicus lors de ses campagnes dans le nord de la Germanie, et l’empereur Claude naquit en Gaule pour cette raison. Les femmes les plus riches pouvaient voyager à travers l’empire et participaient ou tout au moins assistaient aux cérémonies religieuses. Elles voyageaient aussi quand l’été devenait trop chaud à Rome.

## Prostitution

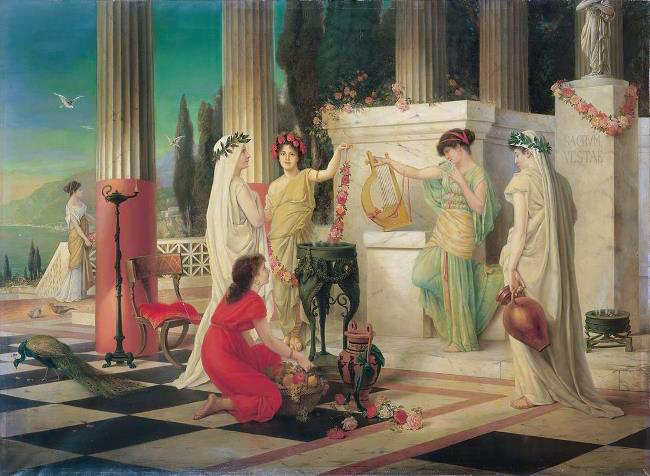
Vestales imaginées par le peintre Constantin Hölscher (1861–1921).

Pour la sexualité en général, voir Sexualité dans la Rome antique.

## Statuts particuliers

### Les Vestales
Elles constitue le seul collège sacerdotal exclusivement féminin à Rome, placé sous l'autorité du pontifex maximus et proposé au culte de Vesta.

### Les impératrices
Généralement épouses de l'empereur, elles portent le titre d'Augusta et sont garantes de son avenir dynastique.